# Memoriał Eugeniusza Nazimka 1988
Memoriał im. Eugeniusza Nazimka 1988 – 6. edycja turnieju w celu uczczenia pamięci polskiego żużlowca Eugeniusza Nazimka, który odbył się dnia 21 sierpnia 1988 roku. Turniej wygrał Janusz Stachyra.

## Wyniki
- Stadion Stali Rzeszów, 21 sierpnia 1988
- NCD:
- Sędzia: Marek Czernecki

| Msc. | Zawodnik            | Klub     | Pkt |             |  |
| ---- | ------------------- | -------- | --- | ----------- |  |
| 1    | Janusz Stachyra     | Rzeszów  | 15  | (3,3,3,3,3) |  |
| 2    | Jan Krzystyniak     | Leszno   | 14  | (3,2,3,3,3) |  |
| 3    | Grzegorz Kuźniar    | Rzeszów  | 12  |             |  |
| 4    | Piotr Pawlicki      | Leszno   | 10  |             |  |
| 5    | Mirosław Korbel     | Rybnik   | 9   |             |  |
| 6    | Georgi Petranow     | Bułgaria | 9   |             |  |
| 7    | Krzysztof Nurzyński | Rzeszów  | 8   | (3)         |  |
| 8    | Grzegorz Dzikowski  | Gdańsk   | 7   |             |  |
| 9    | Heinrich Schatzer   | Austria  | 7   |             |  |
| 10   | Orlin Janakiew      | Bułgaria | 5   |             |  |
| 11   | Leszek Matysiak     | Gdańsk   | 5   |             |  |
| 12   | Carsten Pelzmann    | RFN      | 5   |             |  |
| 13   | Bronisław Klimowicz | Rybnik   | 4   |             |  |
| 14   | ?                   | Austria  | 4   |             |  |
| 15   | Manfred Trisko      | Austria  | 2   |             |  |
| 16   | Menner              | Austria  | 0   |             |  |